# Hellmesberger-Quartett

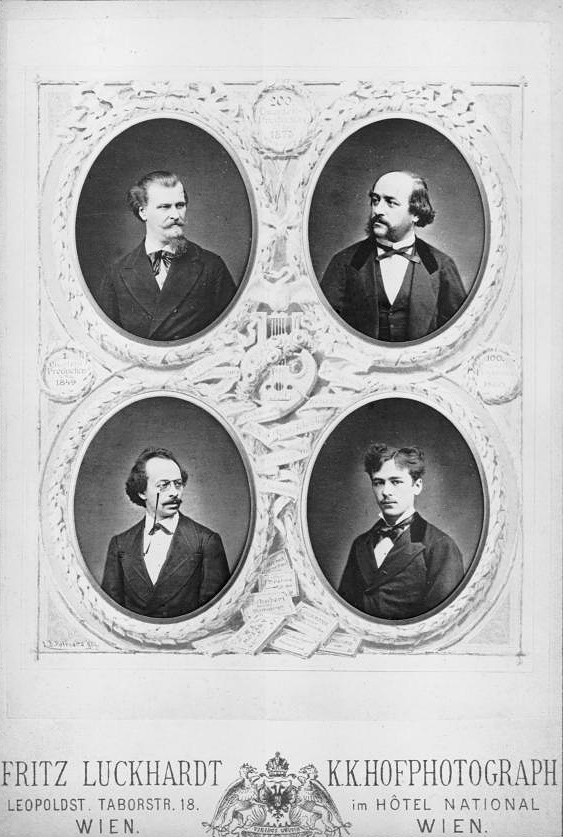
Fritz Luckhardt: Hellmesberger-Quartett ca. 1872: Heinrich Röver, Joseph Hellmesberger der Ältere, Sigismund Bachrich, Joseph Hellmesberger der Jungere

Das Hellmesberger-Quartett war ein von Joseph Hellmesberger senior 1849 in Wien gegründetes Streichquartett, das sich in der Etablierung einer Tradition an Kammermusik-Konzerten, aber auch in der Förderung und Interpretation romantischer Werke besondere Verdienste erwarb. Nach dem Ausscheiden des Gründers von seinem Sohn, Joseph Hellmesberger junior, als Primarius geleitet, bestand es bis 1901.

## Geschichte
Als Joseph Hellmesberger sen. sein Streichquartett gründete, hatte er bereits einige Bekanntschaft mit und auch Erfahrung in dieser Ensemblekunst gesammelt. Schon sein Vater besaß – wohl von Joseph Böhm inspiriert, dessen Schüler und Assistent er war – als Quartettspieler einen ausgezeichneten Ruf und gab mit seinen Partnern Leopold Jansa, Matthias Durst und Ägidius Borzaga im eigenen Haus häufig Privatkonzerte vor ausgewähltem Publikum. Über öffentliche Auftritte und Details zu diesem ältesten Hellmesberger-Quartett finden sich keine Nachweise.
Im Alter von 12 Jahren spielte Joseph Hellmesberger sen. unter anderem gemeinsam mit seinem zwei Jahre jüngeren Bruder Georg und Joseph Joachim in einem so genannten „Wunderknaben-Quartett“.
Die Formierung des ersten eigenen Ensembles gestaltete sich für ihn dann recht einfach: Er konnte 1849 als 21-Jähriger die drei eingespielten Partner des einzigen seinerzeit in Wien bestehenden Quartetts von Leopold Jansa für sich gewinnen. Dieser absolvierte mit einer neuen Formation nur mehr einen Konzertzyklus und suchte nach der gescheiterten Revolution aus politischen Gründen den Weg in die Emigration nach England.
Jansa selbst hatte mit seinem Quartett – nach mehrmaligen glücklosen Versuchen – erst wenige Jahre vorher an die von Ignaz Schuppanzigh 1804 eingeleitete und zuletzt 1823–1829 fortgeführte Praxis öffentlicher Kammermusik-Konzerte wieder anknüpfen können.
Die neue Hellmesberger-Vereinigung veranstaltete sechs bis acht so genannte „Quartettsoiréen“ je Saison und blieb über lange Phasen das einzige regelmäßig auftretende Ensemble mit Standort Wien. Erst ab Ende der 1870er/Anfang der 1880er Jahre war hier der Bedarf für mehrere ständige Quartette breit genug.
Internationale Konkurrenz gab es hingegen schon vorher, etwa durch die Quartette der Gebrüder Müller und von Henri Vieuxtemps, das Laub-Quartett, das von Jean Becker gegründete Florentiner Quartett sowie das Joachim-Quartett, die immer wieder auch in Wien gastierten.
Die Programme der sonntäglichen Hellmesberger-Konzerte beinhalteten neben Streichquartetten auch Klavier-Trios und Sonaten sowie größer besetzte Kammermusik. Unter den mitwirkenden Pianisten und Pianistinnen finden sich bekannte Namen wie Johannes Brahms, Joseph Dachs, Julius Epstein, Alfred Grünfeld, Moriz Rosenthal, Anton Rubinstein, Wilhelm Schenner, Clara Schumann etc.
Auch beim Repertoire zeigt sich in der Gesamtzahl der Programme eine Dominanz (in aufsteigender Reihenfolge) von Haydn, Mozart und – mit überwältigendem Abstand – Beethoven, die Eduard Hanslick einmal als „Vater, Sohn und Geist unserer Instrumentalmusik“ bezeichnet hatte. Mehr noch als beim älteren Vorbild stand aber beim Hellmesberger-Quartett Schubert an prominenter Stelle und darüber hinaus die konsequente Hinwendung zu romantischen sowie anderen zeitgenössischen Komponisten, allen voran Robert Schumann, Felix Mendelssohn Bartholdy und Johannes Brahms. Von solchen brachten sie auch eine beträchtliche Zahl an Werken zur Uraufführung (z. B. von Johannes Brahms, Anton Bruckner, Carl Czerny, Karl Goldmark, Anton Rubinstein, Camille Saint-Saëns, Robert Volkmann etc.).
1870 trat der ältere der beiden Söhne, Joseph Hellmesberger junior, als 2. Violinist ins Quartett ein und 1883 sein Bruder Ferdinand Hellmesberger als Cellist. Dies hatte kurzzeitig die Umbenennung in Quartett Hellmesberger und Söhne zur Folge.
Nachdem ein chronisches Leiden an der Hand Joseph Hellmesberger sen. 1887 zur Aufgabe seiner Instrumentalistenkarriere zwang, übernahm sein ältester Sohn die Stelle des Primarius. Doch schien dieser der Position „nicht gewachsen“, wie Max Kalbeck schon bald festzustellen glaubte und bissig resümierte: „Der Geist, welcher ehedem das Hellmesberger’sche Quartett regierte und beseelte, ist leider mit dem berühmten Primarius desselben verschwunden, und an seiner Stelle irrlichtelirt ein fahriges, unkünstlerisches Wesen.“
War das Ensemble zuvor sehr „ortsfest“, so wagte das neu formierte doch einzelne Konzertreisen (Konstantinopel, Orient).
Wohl hatte das Quartett weiterhin ein fixes Stammpublikum und es gab immer wieder auch positive Kritiken, doch im direkten Vergleich mit der zunehmenden Konkurrenz verblasste der Ruhm zusehends, sodass „es eines Tages aus dem Wiener Musikleben (verschwand)“. Konkret war dies in Zusammenhang mit der Ernennung Joseph Hellmesberger jun. zum Hofkapellmeister im Jahr 1901.

## Bedeutung
Das ältere Hellmesberger-Quartett erwarb sich bleibende Verdienste um die Entwicklung der Kammermusik-Kultur in Wien, indem es das Schuppanzigh’sche Erbe des Ensemble-Spiels auf Spitzenniveau weiterführte, neue Standards in der Interpretation setzte und dem Repertoire neue Werke erschloss.
Zwar hatte nach Schuppanzighs Tod (1830) Leopold Jansa in Wien vorerst mit geringer Resonanz, letztlich aber ab 1845 erfolgreich öffentliche Quartettkonzertreihen mit einem festen Ensemble (Jansa-Quartett) gegeben, doch schienen diese der zeitgenössischen Kritik nicht wirklich niveauvoll genug. Sowohl die Qualität des Repertoires als auch jene der Aufführungspraxis selbst ließen keinen Vergleich mit den Schuppanzig-Ensembles zu. Der bedeutende Musikkritiker Eduard Hanslick konnte daher in seiner Geschichte des Concertwesens in Wien noch 1869 rückblickend formulieren: „Die Kammermusik lebte in der Periode 1830–1848 kümmerliche Tage.“
Erst das Hellmesberger-Ensemble galt als legitimer Erbe der Schuppanzigh-Quartette in Wien. Im internationalen Vergleich wurden ihm allerdings in unterschiedlichen Phasen einige andere zumindest gleich- oder teilweise gar höher gestellt. Letzteres gilt (bei Eduard Hanslick und Max Kalbeck) für das 1865 gegründete Florentiner-Quartett, insbesondere aber für das ab 1869 konzertierende (Berliner) Joachim-Quartett.
Als Qualitätsmerkmal wurde am Hellmesberger-Ensemble „die Auffassung einer Tondichtung von innen heraus und deren Darstellung als ein Ganzes“ herausgestrichen, sowie das Bemühen, „vor allem den Charakter des Tonstückes in Erscheinung zu bringen“.
Als spezifische Eigenheit der Vereinigung fand öfter auch dessen subjektiver, gefühlsbetonter Vortrag (zuweilen mit einem negativen Unterton) besondere Aufmerksamkeit. Der Charakter des Hellmesberger-Quartetts war deutlich vom „feinen, empfindungsvollen, mitunter kokett geputzten, stets aber eleganten und reizvollen Spiel“ seines Primarius geprägt, wie Hanslick feststellte. Der dem „Zarten, Elegischen mit Vorliebe zugewandte Vortrag“ des Ensembles schien ihm insbesondere zur Interpretation romantischer Werke geeignet, welche es mit „poetischem Schmelz“ wiederzugeben wisse. Doch missfiel dem bekannt kritischen Hanslick beim noch jungen Ensemble (1853), dass „dessen Ton oft an Gesäusel grenzt, der Ausdruck in weicher Gefühlsseligkeit nicht selten mit Einzelakzenten, Rubatos und ähnlichen Verfeinerungen die reinen Konturen des musikalischen Gedankens verwischt“.
Was die Person Joseph Hellmesberger sen. anlangt, so maß Hanslick „seiner künstlerischen Leitung einen vorzüglichen Einfluss bei“. Mehr egalitärem Ensemblespiel zugeneigt, sah er die manchmal durchschlagende virtuose Dominanz des Primarius aber eher kritisch. Wie sehr die Qualität des Ensembles von dessen Mitwirkung abhängig war, wird an einer Kritik von Max Kalbeck deutlich, der nach den ersten Quartettabenden mit Joseph Hellmesberger jun. als Primarius noch die Hoffnung auf Rückkehr des Seniors ins Ensemble hegte. Anlässlich einer Orchesterkonzert-Besprechung formulierte er: „Die schwarze Binde, welche Herr Hofkapellmeister Hellmesberger, der Dirigent des vortrefflichen Orchesters, um die linke Hand gewickelt trug, bedeutet einen Trauerflor für den Primgeiger und sein altberühmtes Quartett. Ohne Herrn Hellmesberger jun. welcher als stellvertretender Quartettvater den Platz am ersten Pult mit gutem Anstand einnahm, kränken zu wollen, müssen wir doch gestehen, dass das Quartett Hellmesberger mit seinem Primarius seine Seele zu verlieren droht. (…) Hoffen wir, dass die Tage der Regentschaft [des Juniors] gezählt sind und dass wir bald wieder der Quartettmajestät von Gottes Gnaden huldigen dürfen.“
Doch gab es bis zum Wechsel nicht nur für den Primarius, sondern für das gesamte Ensemble immer wieder ausgezeichnete Kritiken.
Das Repertoire des Hellmesberger-Quartetts war im Vergleich zu den Schuppanzigh-Ensembles deutlich vielfältiger, gegenüber jenem des Jansa-Quartetts zudem anspruchsvoller und aktueller. Das Hauptaugenmerk Hellmesbergers bei den Klassikern lag vorerst auf den – trotz Schuppanzighs vorangegangener Bemühungen – (auch bei Jansa) immer noch nicht ausreichend akzeptierten Spätwerken Beethovens. Ein Faktor, den auch Hanslick besonders würdigte: „Die erste systematische Einbürgerung des späteren Beethoven im Wiener Concertleben geschah im Fach der Kammermusik und ist vollständig Hellmesbergers Verdienst.“
Besondere und liebevolle Aufmerksamkeit schenkte er auch Franz Schuberts Kammermusikschaffen. Bis auf dessen Schuppanzigh gewidmetes „Rosamunde-Quartett“ (D 804) war ja während seines kurzen Lebens keines seiner Quartette öffentlich aufgeführt oder gar als Druck veröffentlicht worden. Das Hellmesberger-Ensemble holte einiges davon nach und brachte die Kompositionen D 887, D 956, D 112, D 173 und D 703 zur Erstaufführung. „Diese Werke sind alle von Wien und zwar von Hellmesberger’s Quartettsalon aus in die weite Welt gewandert“, war Hanslick voll des Lobes. Auffällig positiv waren meist auch die Kritiken für Schubert-Interpretationen des Ensembles.
Über diese Repertoireschwerpunkte hinaus liegt das Verdienst des Hellmesberger-Quartetts eben in der breiten Präsentation romantischer Komponisten, wobei neben den bereits oben erwähnten insbesondere Karl Goldmark, Anton Rubinstein und Robert Volkmann noch mit deutlich mehr Werken vertreten waren.
Chronologisch rückte das Hellmesberger-Quartett anfangs vor allem unbekannte und noch nicht aufgeführte Werke Schuberts, Beethovens lang auf Ablehnung gestoßene späte Quartette sowie die Kammermusik Schumanns in den Vordergrund und verhalf diesen mit Beharrlichkeit zu Geltung und Anerkennung.
Der Erfolg der Quartettaufführungen beim Wiener Fach- und breiten Liebhaber-Publikum steigerte sich anfänglich von Saison zu Saison und war dann über Jahrzehnte ausgenommen groß.
Nach dem Ausscheiden des Ensemblegründers erlitt das Hellmesberger-Quartett einen deutlichen Niveauverlust. Anfänglich etwas in Opposition, setzte sich immer mehr das ab 1883 parallel konzertierende Rosé-Quartett als legitimer Nachfolger der älteren Hellmesberger-Erfolgsvereinigung in Szene.

## Mitglieder
- Violine: Joseph Hellmesberger sen. (1849–1887), Joseph Hellmesberger jun. (1887–1901)
- Violine: Matthias Durst (1849–1865), C. Hoffmann (1865–1866), Dragomir Krancsevics (1867–1868), Adolf Brodsky (1868–1869), Dragomir Krancsevics (1869–1870), Joseph Hellmesberger jun. (1870–1875), Franz Radnitzky (1875–1876), Joseph Hellmesberger jun. (1876–1887), Julius Egghard (1887–1901)
- Viola: Carl Heissler (1849–1855), Franz Dobyhal (1855–1868), Sigismund Bachrich (1868–1880), Josef Maxintsak (1880–1901)
- Cello: Karl Schlesinger (1849–1855), Ägidius Borzaga (1855–1858), Bernhard Cossmann (1858), Heinrich Röver (1859–1868), David Popper (1868–1872), Heinrich Röver (1872–1875), Friedrich Hilpert (1875–1876), Reinhold Hummer (1876–1880), Joseph Sulzer (1880–1883), Ferdinand Hellmesberger (1883–1901)